# Abnabelung

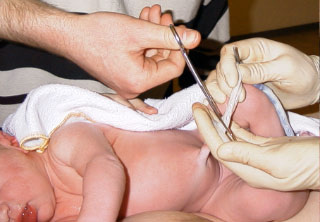
Durchtrennung der Nabelschnur eines Neugeborenen

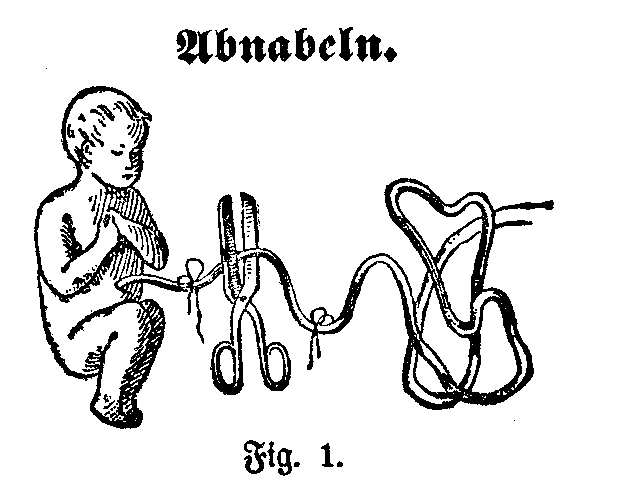
Abnabelung (Illustration aus Friedrich Eduard Bilz: Das neue Naturheilverfahren. 100. Auflage, 1900)

Als Abnabelung wird bei Höheren Säugetieren im originären Sinne das (natürliche) Abtrennen bzw. Abfallen der Nabelschnur mitsamt der daran befindlichen Plazenta (Mutterkuchen) vom Neugeborenen bezeichnet. Im gegenwärtigen Sprachgebrauch wird in der Praxis der Geburtshilfe mit Abnabelung – eigentlich ungenau – auch die Durchtrennung der Nabelschnur mittels Schere oder Messer nach der Geburt bezeichnet. Die aseptische Durchtrennung einer Nabelschnur wird im medizinischen Bereich Omphalotomie genannt.
Zum Durchtrennen der Nabelschnur wird diese vorbereitend wenige Zentimeter vor dem Bauch des Neugeborenen sowie nochmals ein paar Zentimeter weiter mit einer Nabelklemme abgeklemmt (früher abgebunden) und dazwischen mit einer Schere durchtrennt. Dies geschieht bei der Sofortabnabelung unmittelbar nach der Geburt, bei der Frühabnabelung nach etwa 1½ bis zwei Minuten und bei der Spätabnabelung erst einige Zeit später nach dem vollständigen Übertritt des Plazentablutes, also erst einige Zeit, nachdem der Nabelschnurpuls zum Erlöschen kam. Belegt ist allerdings, dass die Sofortabnabelung die Eisenvorräte des Neugeborenen beschneidet, da ein Großteil der Blutmenge in der Nabelschnur zurückbleibt und nicht in den Kreislauf des Kindes gelangen kann.
Der am Bauch verbleibende Nabelschnurrest wird gesäubert; er vertrocknet innerhalb von wenigen Tagen und fällt schließlich ab. Es bleibt der Bauchnabel als sichtbarer Teil bestehen. Dies ist der eigentliche und natürliche Vorgang (und Zeitpunkt) der Abnabelung.
Wird die Nabelschnur nach der Geburt unabgeklemmt mit der Plazenta (möglichst steril) am Neugeborenen belassen, um eine natürliche Abnabelung abzuwarten, spricht man von einer Lotus-Geburt (englisch: Lotus birth).
Im übertragenen Sinne wird der Begriff Abnabelung für den Ablösungsprozess von Eltern oder anderen Bezugspersonen verwendet.